# John Connelly
John Michael Connelly (* 18. červenec 1938, St Helens – 25. říjen 2012, Barrowford) byl anglický fotbalista. Nastupoval především na postu útočníka.
S anglickou reprezentací vyhrál mistrovství světa roku 1966, odehrál na tomto turnaji jeden zápas. Celkem za národní tým sehrál 20 utkání, v nichž vstřelil 7 branek.
Třikrát se stal mistrem Anglie, jednou s Burnley (1959/60), dvakrát s Manchesterem United (1964/65, 1966/67).